# Garage Days Re-Revisited
Garage Days Re-Revisited je minialbum od thrash metalové skupiny Metallica. Nahrávalo se šest dnů v odhlučněné garáži bubeníka Larse Ulricha. Byly to první nahrávky baskytaristy Jasona Newsteda v Metallice.

## Seznam skladeb
1. "Helpless" (Diamond Head)
2. "The Small Hours" (Holocaust)
3. "The Wait" (Killing Joke)
4. "Crash Course in Brain Surgery" (Budgie)
5. "Last Caress/Green Hell" (The Misfits) – V posledních sekundách hrají riff skladby "Run to the Hills" od Iron Maiden